# Театр Вардовяна
Театр Вардовяна — армянский профессиональный театральный коллектив.
В турецких источниках он называется «Османский театр», а также «Театр Кетик-паши». Основанный в 1868 году усилиями Акопа Вардовяна в районе Кетик-паши Константинополя с актёрским составом «Восточного театра».
Летняя труппа выступала в театре Азизие Ускюдарского района, а зимняя втеатре Кетик-паши. В 1869 году он получил десятилетнюю государственную монополию со стороны султанского правительства при условии постановки пьес на армянском и турецком языках. «Театр Вардовяна» был самым крупным и стабильным театральным коллективом на Ближнем Востоке . В его составе было более 70 актёров и актрис, несколько режиссёров, балетмейстеров, оркестр из двадцати человек руководителями которого были: Г. Синанян, а также итальянский композитору Фоскин.
В первые пять лет своей деятельности Театр Вардовяна сохранил национальный облик «Восточного театра», отводя широкое место в спектакле историческим трагедиям, отражающим историю армянского народа, а также комедии представляющие современные проблемы и положения в армянской среде. В театре были представлены почти все трагедии М. Бешигташляна, С. Экимяна, Х. Галфаяна, П․ Дуряна, Пароняна и других авторов, сыгравших важную роль в подъёме национального самосознания армян, распространении просветительского движения . В репертуаре также были представлены пьесы классиков западноевропейской литературы, к примеру:  «Эрнани» и «Король забавляется» В. Гюго.